# OldTown White Coffee
OldTown Berhad (веде бізнес як OldTown White Coffee; кит.: 舊街場白咖啡) — найбільша мережа кав'ярень в Малайзії із сертифікатом халяль.
Компанія займається виробництвом та продажем розчинних напоїв та сумішей. Має понад 200 закладів, розташованих по всій Малайзії та інших країнах регіону, таких як Сінгапур, Китай, Індонезія та Австралія. OldTown планує розширити свою діяльність на В'єтнам, Південну Корею та Бангладеш. 
Заснована в 1999 році в Іпоху, штаті Перак, компанія була придбана голландським конгломератом Jacobs Douwe Egberts Holdings Asia NL BV в 2017 році.

## Експансія за кордон

### Сінгапур
Станом на 2023 рік у Сінгапурі є 4 заклади OldTown White Coffee. Ісламська релігійна рада Сінгапуру (MUIS) сертифікувала ці торгові точки як халяльні.

### Індонезія
OldTown має 16 торгових точок в Індонезії в таких областях, як Ява та Балі.

### Австралія
У серпні 2015 року на вулиці Елізабет у Мельбурні було відкрито першу в Австралії кав'ярню OldTown, який пізніше закрився у 2017 році.

### Китайська Народна Республіка
Станом на 2015 рік OldTown мало чотири заклади в Китаї.

### Філіппіни
Станом на 2023 рік відкрито перший заклад OldTown у Філіппінах в торговельному центрі SM Grand Central у місті Калукан.